# 千代ノ皇王代仁
千代ノ皇 王代仁（ちよのおう みよひと、1991年5月29日 - ）は、鹿児島県大島郡与論町出身で九重部屋所属の現役大相撲力士。本名は基 王代仁（もとい みよひと）。身長178.5cm、体重151.6kg、血液型はA型。得意手は右四つ、寄り、吊り。好物はアイスクリームとマカロニサラダ。サンゴ礁に囲まれた与論島出身だが魚介類が苦手。最高位は西前頭14枚目（2021年7月場所）。

## 経歴

### 入門前
与論島出身で、小学校と中学校は地元与論町の学校に通っていた。与論島は相撲が盛んな地として知られ、各小学校に土俵があり、校内相撲大会も行われている。与論町立茶花小学校時代には校内相撲大会を6年連続で優勝した。高校は沖縄県立中部農林高校に通い、相撲部に所属した。2年生になってからは相撲部の1年後輩の男子に勧められ、卒業までの2年間はその男子の実家で下宿生活を送るようになった。下宿先の夫妻からは好物（先述）をしばしば振る舞われていたという。高校卒業後は九重部屋の誘いを受けて入門し、2010年3月場所に初土俵を踏んだ。この時の四股名は本名と同じ基だった。入門の動機は「親孝行がしたい」というものであった。

### 入門～関取昇進
初土俵場所は前相撲を2連勝で1番出世。その後は序ノ口を1場所、序二段を3場所で順調に通過し、初めて三段目に上がった2011年1月場所から、四股名を千代皇に改めた。「皇」という字は気が優しくて力持ちなところがまるで魁皇のようだと後に師匠となる千代大海が比喩したところから来ている。その場所こそ負け越したが、その後2場所続けて6勝1敗の好成績を挙げて同年9月場所から幕下の土俵を務めている。
2012年1月場所は土付かずの4連勝と絶好調であったが、5番相撲でそれまで本割では負け知らずの25連勝であった佐久間山に負け、佐久間山に史上1位タイとなる初土俵からの26連勝を記録される（その後佐久間山の連勝記録は単独1位となる27連勝まで伸びた）。一方の千代皇はその後も2連敗を喫してしまい、最終的には4勝3敗であった。しかし、この勝ち越しから好調が始まることとなり、勝ち越しが続いて同年7月場所で幕下15枚目以内の地位に初昇格。11月場所は負け越したが、西幕下5枚目で5勝2敗とした2013年3月場所後には、与論島からは初めてとなる関取への昇進が決定した。

### 十両
新十両として迎えた翌5月場所では7勝8敗の負け越しを喫して1場所で関取の地位を明け渡したが、翌7月場所では5番相撲で不戦勝に恵まれる幸運もあって4勝3敗の勝ち越しを果たし、9月場所は自身最高位タイの東十両14枚目に復帰して十両で初めての勝ち越しを果たした。翌11月場所は番付運に恵まれ5枚半上昇の西十両8枚目に昇進し、自己最高位を更新する。その次の11月場所では同じ十両で13勝して優勝を果たした千代鳳や11勝した兄の千代丸（単独の十両優勝次点）と比肩する10勝の好成績を残し、2014年1月場所は自己最高位を大きく更新した西十両2枚目の地位を与えられた。しかしこの場所は直前の稽古総見で腰を痛めた影響で得意の吊りを自粛せざるを得なかったことからいいように寄り切られる場面が目立ち、10日目に負け越しが確定してしまい5勝10敗の不振に甘んじた。同年9月場所は9勝6敗の勝ち越しを収め、翌11月場所は運良く番付が6枚上昇して西十両2枚目まで最高位を更新したが、この場所は怪我で8日目から途中休場した。その後は番付が十両中位から下位を推移していたが、2016年9月場所は11日目に勝ち越しを決めるなど好調であり、最終的に10勝5敗と自身2度目の十両での2けた白星となった。10月8日の秋巡業さいたま場所では幕下と20番取って11勝に終わり、3連勝するのがやっとなど、巡業では不調であったが、直後の11月場所では自己最高位に並ぶ3回目の西十両2枚目。千秋楽の小柳との取り組みで勝って小柳の優勝の可能性を消滅させた。場所は8勝7敗と勝ち越し、この勝ち越しによって千代皇は新入幕を確実なものにした。

### 入幕以降
2017年1月場所は中日まで2勝6敗と苦戦したが、そこから14日目まで5勝1敗と巻き返す。惜しくも千秋楽で北勝富士に負けて7勝8敗と負け越したものの健闘した。勝ち越しは逃したものの場所後の2月18日に都内のホテルで千代翔馬と合同の幕内昇進祝賀会が行われた。1月場所は負け越したものの、番付据え置きの東前頭15枚目で3月場所を迎えた。しかしけがにより11日目から途中休場するなど僅か3勝に留まり、十両陥落となった。5月場所は東十両6枚の地位を与えられ、8勝7敗。7月場所はやや幸運で2枚半上昇の西十両3枚目。6日の横浜場所の朝稽古では11番申し合いを行った。迎えた7月場所は4勝11敗と大敗し、翌9月場所は十両の二桁台まで番付を下げた。この場所から四股名を千代皇王代仁から千代ノ皇王代仁に改め、8勝7敗と勝ち越し。翌11月場所も8勝で勝ち越した。2018年1月場所は初日から7連勝を果たして優勝争いの先頭を走っていたが、8日目からの十両上位勢との取組で6連敗と一気に調子を崩した。14日目になんとか勝ち越しを決めたものの、結局8勝と1つの勝ち越しに留まった。それでも好調時の強さは光るものがあり、2018年3月場所前の記事では「腰痛さえ癒えればすぐにでも幕内だ」と評された。7月場所は10日目に7勝目を挙げるなど中盤まで勢いがあったが11日目から給金相撲を3連敗するなど失速、残りは全て勝ったがこの場所は9勝6敗。9月場所は場所前に腰痛が発症した影響で振るわず、12日目に負け越しが確定。結局この場所を6勝9敗で終えた。西十両9枚目で迎えた11月場所は腰を痛めた影響もあって全く振るわず、自己ワーストの13敗を喫して32場所連続で守ってきた関取の地位を手放すことになった。2019年1月場所は東幕下5枚目の地位で臨んだが、この場所も本来の相撲からは遠く1番相撲から連敗。3番相撲からは休場となった。7月場所は西幕下41枚目の地位で7戦全勝の幕下優勝。優勝の際に師匠から「関取復帰に自信が付いただろう、全勝優勝。怪我が治り気力も充実。当たり前と言いたいが、よく頑張った!」と労われ、千秋楽打ち上げパーティーではホテルヒルトン名古屋の総支配人フィリックス・ブッシュよりサプライズでケーキのプレゼントをされた。9月場所は西幕下2枚目まで番付を回復し、この場所の5番相撲で勝って3勝2敗と関取復帰に王手を掛けたが、残りを2連敗して3勝4敗と負け越した。11月場所は東幕下5枚目と勝ち越せば番付運次第で関取復帰も狙える地位であったが、2勝5敗とまたしても勝ち越しを逃した。2020年3月場所、東幕下4枚目で5勝2敗とし、9場所ぶりの十両復帰が決定した。
2021年1月場所は、場所直前に同部屋の力士に新型コロナウイルス感染が確認されたことに伴い、濃厚接触者に該当する可能性があるとして同場所を全休した。翌3月場所の番付は事情が考慮されて、全休ながら1枚降下に留まった。同年5月場所は西十両筆頭の番付で、千秋楽に敗れて十両優勝は逃したが、11勝4敗の好成績で取り終えた。翌7月場所は史上5位のスロー記録となる、25場所ぶりの幕内復帰となった。しかし僅か2場所で十両陥落となり、その後も振るわず、再び関取の地位を手放した。2023年1月場所は勝ち越せば関取復帰が見える東幕下3枚目の地位を与えられたが5番相撲で敢え無く負け越し、場所を1勝6敗で終えた。

## 取り口
基本的に右四つ、寄りを得意としており、取的時代から吊りの技術も評価されており、次第に現役の中でも吊りの名手として名前が挙がるようになった。2013年9月場所中の『どすこいFM』では二子山（元大関・雅山）が「力士の大型化が進む中、吊りを得意とする力士は他にいない。千代皇はその点で魅力的な力士。」と位置づけていた。11月場所2日目には解説を務めていた当時の岩友親方が吊りについて言及し、その技術を生かして体重215kgの徳真鵬を寄り切った相撲は岩友から「相当驚いた」と絶賛された。副次的に突き押しも使用する。新入幕を果たしたころには右四つから強く当たって攻める相撲にも注目が集まった。2017年3月場所前の座談会では雷（元小結・垣添）から「やっぱり、この力士も後手に回ることが多いですね。立ち合いで先手を取って右四つに組み止めて前に出る相撲が増えれば、番付も上がっていくと思います」と話しており、竹縄（元関脇・栃乃洋）も「組んだら強いけど、幕内の力士は当たりも強くて圧力もあるし、なかなか思い通りには取らせてもらえないでしょうからね」と付け加えている。
かつては固太りの体を活かした力相撲が持ち味であったが、力任せな取り口が災いして下半身を負傷し、一時期幕下での低迷を余儀なくされた。2020年に関取に復帰して以降は右四つ左上手という自分の型を身につけたことで、その関取復帰以前よりは安定感が出てきた。

## 人物・エピソード
- 13代九重（元横綱・千代の富士）曰く「口で言って覚えない」力士であるそうだが、九重が稽古を分析した内容を弟子達にメールで指導するという手法を扱ったことで相撲の腕が着実に上がっていった[29][出典無効]。
- 北見けんいちの別荘が与論島にある縁で、北見の作品『釣りバカ日誌』の「ハマちゃん」の化粧まわしを贈呈されている[30]。
- 2020年6月に公開された相撲協会公式YouTubeチャンネルの動画ではステイホーム中の過ごし方として映画・海外ドラマ鑑賞を挙げている。お気に入りの映画は『スター・ウォーズ』、『ハロウィン』[1]。
- 2020年11月場所6日目、元大関で十両に陥落していた琴奨菊と対戦して勝利し、この相撲を最後に琴奨菊は引退した。
- 2021年7月場所中の報道によると、ヤンチャな力士が多い九重部屋の中ではおっとりして目立たない存在とのこと[5]。
- 2019年7月場所に幕下優勝を果たすまで各段優勝の経験は無く、かつてはこのことから部屋でいじられていた[28]。

## 略歴
- 2010年3月場所 - 初土俵
- 2010年5月場所 - 序ノ口昇進
- 2010年7月場所 - 序二段昇進
- 2011年1月場所 - 三段目昇進
- 2011年9月場所 - 幕下昇進
- 2013年5月場所 - 十両昇進
- 2017年1月場所 - 幕内昇進

## 主な成績
2025年7月場所終了現在

### 通算成績
- 通算成績：467勝456敗51休（91場所）
- 幕内成績：21勝35敗4休（4場所）

### 各段優勝
- 幕下優勝：1回（2019年7月場所）

### 場所別成績
| | 一月場所 初場所（東京） | 三月場所 春場所（大阪） | 五月場所 夏場所（東京） | 七月場所 名古屋場所（愛知） | 九月場所 秋場所（東京） | 十一月場所 九州場所（福岡） |
| --- | ----------------------- | ----------------------- | ----------------------- | --------------------------- | ----------------------- | --------------------------- |
| 2010年 （平成22年） | x                       | （前相撲）              | 東序ノ口11枚目 5–2      | 東序二段82枚目 5–2          | 西序二段40枚目 5–2      | 東序二段3枚目 5–2           |
| 2011年 （平成23年） | 西三段目66枚目 3–4      | 八百長問題 により中止   | 東三段目82枚目 6–1      | 東三段目14枚目 6–1          | 西幕下36枚目 5–2        | 東幕下25枚目 3–4            |
| 2012年 （平成24年） | 東幕下33枚目 4–3        | 東幕下26枚目 5–2        | 西幕下19枚目 4–3        | 西幕下14枚目 4–3            | 西幕下9枚目 4–3         | 東幕下4枚目 3–4             |
| 2013年 （平成25年） | 西幕下7枚目 4–3         | 西幕下5枚目 5–2         | 東十両14枚目 7–8        | 東幕下3枚目 4–3             | 東十両14枚目 8–7        | 西十両8枚目 10–5            |
| 2014年 （平成26年） | 西十両2枚目 5–10        | 東十両7枚目 8–7         | 東十両6枚目 7–8         | 西十両7枚目 7–8             | 西十両8枚目 9–6         | 西十両2枚目 3–5–7           |
| 2015年 （平成27年） | 東十両10枚目 8–7        | 西十両7枚目 6–9         | 西十両10枚目 8–7        | 西十両8枚目 6–9             | 東十両11枚目 7–8        | 西十両12枚目 8–7            |
| 2016年 （平成28年） | 西十両8枚目 6–9         | 西十両10枚目 8–7        | 西十両7枚目 8–7         | 東十両7枚目 7–8             | 西十両8枚目 10–5        | 西十両2枚目 8–7             |
| 2017年 （平成29年） | 東前頭15枚目 7–8        | 東前頭15枚目 3–8–4      | 東十両6枚目 8–7         | 西十両3枚目 4–11            | 東十両11枚目 8–7        | 西十両9枚目 8–7             |
| 2018年 （平成30年） | 西十両6枚目 8–7         | 東十両6枚目 6–9         | 東十両9枚目 6–9         | 東十両11枚目 9–6            | 東十両7枚目 6–9         | 西十両9枚目 2–13            |
| 2019年 （平成31年 /令和元年） | 東幕下5枚目 0–3–4       | 西幕下35枚目 2–5        | 東幕下51枚目 4–3        | 西幕下41枚目 優勝 7–0       | 西幕下2枚目 3–4         | 東幕下5枚目 2–5             |
| 2020年 （令和2年） | 東幕下12枚目 5–2        | 東幕下4枚目 5–2         | 感染症拡大 により中止   | 西十両12枚目 10–5           | 東十両6枚目 9–6         | 西十両筆頭 7–8              |
| 2021年 （令和3年） | 西十両2枚目 休場 0–0–15 | 西十両3枚目 8–7         | 西十両筆頭 11–4         | 西前頭14枚目 7–8            | 西前頭15枚目 4–11       | 東十両5枚目 4–11            |
| 2022年 （令和4年） | 西十両11枚目 0–5–10     | 東幕下9枚目 2–5         | 東幕下20枚目 4–3        | 東幕下16枚目 5–2            | 東幕下9枚目 4–3         | 東幕下6枚目 4–3             |
| 2023年 （令和5年） | 東幕下3枚目 1–6         | 東幕下17枚目 4–3        | 西幕下14枚目 5–2        | 東幕下8枚目 2–5             | 西幕下22枚目 2–5        | 西幕下36枚目 6–1            |
| 2024年 （令和6年） | 東幕下16枚目 3–4        | 東幕下24枚目 2–5        | 西幕下34枚目 4–3        | 西幕下26枚目 4–3            | 西幕下19枚目 4–3        | 西幕下13枚目 休場 0–0–7     |
| 2025年 （令和7年） | 西幕下53枚目 1–2–4      | 東三段目12枚目 5–2      | 西幕下50枚目 5–2        | 東幕下29枚目 3–4            | x                       | x                           |
| 各欄の数字は、「勝ち-負け-休場」を示す。 優勝 引退 休場 十両 幕下 三賞：敢=敢闘賞、殊=殊勲賞、技=技能賞 その他：★=金星 番付階級：幕内 - 十両 - 幕下 - 三段目 - 序二段 - 序ノ口 幕内序列：横綱 - 大関 - 関脇 - 小結 - 前頭（「#数字」は各位内の序列） |                         |                         |                         |                             |                         |                             |

### 幕内対戦成績
2025年7月場所終了現在
| 力士名 | 勝数 | 負数 | 力士名   | 勝数 | 負数 | 力士名   | 勝数 | 負数 | 力士名 | 勝数 | 負数 |
| ------ | ---- | ---- | -------- | ---- | ---- | -------- | ---- | ---- | ------ | ---- | ---- |
| 碧山   | 2    | 1    | 逸ノ城   | 0    | 1    | 一山本   | 0    | 2    | 宇良   | 1    | 2    |
| 阿武咲 | 0    | 1    | 大砂嵐   | 0    | 1    | 魁聖     | 1    | 1    | 臥牙丸 | 1    | 0    |
| 輝     | 2    | 1    | 旭秀鵬   | 0    | 1    | 琴恵光   | 1    | 0    | 琴ノ若 | 1    | 0    |
| 琴勇輝 | 1    | 0    | 佐田の海 | 0    | 2    | 志摩ノ海 | 0    | 1    | 蒼国来 | 0    | 1    |
| 大奄美 | 0    | 1    | 大栄翔   | 1    | 0    | 大翔丸   | 1    | 1    | 貴景勝 | 1    | 1(1) |
| 玉鷲   | 0    | 1    | 剣翔     | 1    | 1    | 照強     | 0    | 1    | 德勝龍 | 1    | 2    |
| 栃煌山 | 0    | 1    | 栃ノ心   | 1    | 1    | 翔猿     | 0    | 1    | 錦木   | 1    | 1    |
| 英乃海 | 1    | 1    | 北勝富士 | 0    | 1    | 妙義龍   | 2    | 2    |        |      |      |

※カッコ内は勝数、負数の中に占める不戦勝、不戦敗の数。太字は2025年7月場所終了現在、現役力士。

## 改名歴
- 基 王代仁（もとい みよひと）2010年3月場所 - 11月場所
- 千代皇 王代仁（ちよおう - ）2011年1月場所 - 2017年7月場所
- 千代ノ皇 王代仁（ちよのおう - ）2017年9月場所 -